# Бенюзан, Жан Жозеф
Жан Жозе́ф Бенюза́н (фр. Jean Joseph Benuzan; 1764—1817) — французский военный деятель, полковник (1811 год), участник революционных и наполеоновских войн.

## Биография
7 марта 1782 года поступил на военную службу солдатом пехотного полка Форе (с 1 января 1791 года – 14-й пехотный полк). К началу революционных войн дослужился до сержанта. 25 октября 1792 года стал старшим аджюданом 3-го батальона вольных егерей Нора. 15 марта 1793 года избран капитаном. С 1792 по 1794 годы сражался в рядах Северной армии. 10 мая 1794 года был ранен пулей при атаке на Лер. 9 апреля 1796 года определён в 15-ю полубригаду лёгкой пехоты, которая входила в дивизию генерала Бернадотта в Самбро-Маасской армии. Участвовал в блокаде Майнца, в сражениях 21 августа 1796 года при Дайнинге и 19 сентября 1796 года при Альтенкирхене. 7 января 1797 года вместе с дивизией переведён в Итальянскую армию генерала Бонапарта. Сражался 16 марта 1797 года при Тальяменто и 19 марта 1797 года при Градиске. 4 февраля 1798 года определён в состав 3-й кавалерийской дивизии генерала Ре Римской армии генерала Шампионне. Сражался 4 декабря 1798 года при Риньяно и 18 декабря 1798 года при Монте-Альто. 23 января 1799 года в составе Неаполитанской армии участвовал в захвате Неаполя, затем сражался в Ломбардии против войск Края. Отличился в сражении 19 июня 1799 года при Треббии, был награждён генералом Макдональдом 24 июня 1799 года званием командира батальона. Участвовал в кампаниях 1800-01 годов в составе Резервной армии и Армии Граубюндена.
22 декабря 1803 года был произведён в майоры и назначен заместителем командира 22-го полка лёгкой пехоты. Под началом полковника Гоге принял участие в кампании 1805 года в составе 1-й пехотной дивизии Гарданна. Сражался при Вероне и Кальдьеро. В 1806 году вернулся в депо полка. В 1809 году возглавил 3-й и 4-й батальоны 22-го полка и принял участие в кампании в составе дивизии Дюрютта в Итальянской армии. 14 мая генерал Гренье, согласно приказу вице-короля Эжена, дал поручение генералу Дюрютту выделить 3-й и 4-й батальоны 22-го полка для обхода долины Донья, направив их по дороге, ведущей к Тарвису. Цель марша этой небольшой колонны — прикрыть правый фланг Центрального корпуса на его марше на Мальборгетто и обойти эту позицию в случае, если противник примет какие-либо меры для её защиты. Майору Бенюзану, командующему этими двумя батальонами, было поручено узнать о передвижениях дивизии Дюрютта на Мальборгетто и идти вместе с ней. Этот офицер, не найдя врагов в долине Донья, решает продвинуться к Вольбаху, где он надеется найти запасы продовольствия. После долгого и трудного марша по горам 22-й полк прибыл 14 мая в десять часов вечера в эту деревню, которую противник эвакуировал за два часа до этого. Ночная тьма мешает ему правильно расставить свой отряд. Австрийцы, узнав через несколько часов, что французские войска состояли всего из двух батальонов, очень уставших от трудного марша, совершенного ими в течение дня, решили застать их врасплох. 1500 пехотинцев при поддержке эскадрона и во главе с жителями пошли в атаку на их биваки в два часа ночи. Эти два батальона были разбиты и вынуждены отойти к самым высоким горам слева. Они потеряли 200 пленных, не считая 12 офицеров; майор Бенюзан также попал в плен. Командир батальона Петель принимает командование этой колонной и собирает её на высотах: в час дня он отходит к Вольбаху. По окончании боевых действий получил свободу.
15 апреля 1811 года стал вторым полковником, а 7 сентября 1811 года – полковником, и командиром 112-го полка линейной пехоты, который дислоцировался на Апеннинском полуострове. В конце 1812 года получил приказ Наполеона пересечь с полком Тироль и присоединиться к Великой Армии в Саксонии. 1 мая 1813 года вследствие расстроенного здоровья вынужден был передать командование полковнику Лабедуайеру и 10 августа 1813 года вышел в отставку. Умер 12 июня 1817 года в родной Тулузе в возрасте 52 лет.

## Воинские звания
- Солдат (7 марта 1782 года);
- Капрал (25 декабря 1785 года);
- Сержант (11 июня 1789 года);
- Старший аджюдан (25 октября 1792 года);
- Капитан (15 марта 1793 года);
- Командир батальона (24 июня 1799 года);
- Майор (22 декабря 1803 года);
- Второй полковник (15 апреля 1811 года);
- Полковник (7 сентября 1811 года).

## Награды
Легионер ордена Почётного легиона (25 марта 1804 года)